# К. Бехщайн Пианофортефабрик
К. Бехщайн Пианофортефабрик (на немски: C. Bechstein Pianoforte AG, или само Bechstein, Бехщайн) е предприятие за производство на пиана, основано в Берлин, Германия от Карл Бехщайн през 1853 г. в Берлин. Фабриката към днешна дата се намира в Зайфхенерсдорф. Днес, с около 3700 продадени за година инструменти, Бехщайн е най-големият европейски производител на пиана и рояли.

## История

### ПредиБехщайн
Младият Карл Бехщайн учи и работи във Франция и Англия като майстор на пиана, след което става самостоятелен производител на пиана. Първите му пиана са изработени за други компании.

### ПредприятиетоК. Бехщайн
Карл Бехщайн основава фабриката за пиана К. Бехщайн на 1 октомври 1853 г. в Берлин, Германия.
Карл Бехщайн си поставя за цел да изработи пиано, което да издържи на високите изисквания, предявявани към инструмента от виртуозите по онова време, като Франц Лист. През 1857 г. Ханс фон Бюлов (зет на Лист) изнася първото публично изпълнение на роял Bechstein, като изпълнява в Берлин Соната за пиано в си минор на Лист.
Към 1870 г., с подкрепата на Франц Лист и Ханс фон Бюлов, пианата Бехщайн стават основна част от много концертни зали и частни имения. По това време трима производители на пиана, всички основани през 1853 г., се утвърждават като лидери в бранша в целия свят: Bechstein, Blüthner и Steinway & Sons.

## Марки
В допълнение към основната марка К. Бехщайн, компанията Bechstein произвежда още две марки: В. Хофман за пазара на средния клас пиана и Цимерман за пазара на началния клас.

### В. Хофман
Произведени за пазара на пиана от среден клас, пианата В. Хофман се проектират от компанията Бехщайн и се произвеждат в завода К. Бехщайн Юръп в Храдец Кралове, Чехия.

### Цимерман
Произведени за пазара на пиана от начален клас, пианата Цимерман се проектират от компанията и се произвеждат в Hailun Piano Company в Нинбо, Китай.